# Hardingham
Hardingham is een civil parish in het bestuurlijke gebied Breckland, in het Engelse graafschap Norfolk met 267 inwoners.